# Leesburg (Georgia)
Leesburg è una città degli Stati Uniti d'America, situata in Georgia, nella Contea di Lee, della quale è il capoluogo.